# Cyclolabus gibsonatae
Cyclolabus gibsonatae là một loài tò vò trong họ Ichneumonidae.